# Secretaria Municipal da Fazenda (Porto Alegre)
| Secretaria Municipal da Fazenda                                                             |                          |
| Avenida Siqueira Campos, n.° 1300, 4º andar Centro Histórico www2.portoalegre.rs.gov.br/smf |                          |
| Criação                                                                                     | 1955                     |
| Atual secretário                                                                            | Rodrigo Sartori Fantinel |

A Secretaria Municipal da Fazenda (SMF) é um dos órgãos executivos da cidade de Porto Alegre, capital do estado brasileiro do Rio Grande do Sul. A secretaria tem como atribuições a administração das finanças, do patrimônio, das contas e dos materiais da prefeitura municipal, bem como a arrecadação de tributos e o pagamento dos compromissos do município.

## Histórico
As origens da SMF remontam às seções de Contabilidade e de Tesouraria da antiga Secretaria da Intendência Municipal, em 20 de outubro de 1892, por meio do Ato n.° 4, durante o mandato do então intendente municipal Alfredo Augusto de Azevedo. Em 15 de junho de 1896, a Secretaria reorganizou-se, e as duas seções acabaram sendo fundidas, dando origem à Diretoria da Fazenda.
Ao longo das diferentes administrações, diversas adequações foram realizadas na estrutura fazendária de Porto Alegre. Em 11 de junho de 1955, através da Lei nº 1413, instituiu-se definitivamente a Secretaria Municipal da Fazenda. Em 1963, a SMF tornou-se o primeiro órgão da prefeitura a receber um computador para aprimorar o desempenho de suas atividades.

## Secretários
Segue abaixo uma lista (incompleta) das pessoas que ocuparam o cargo de secretário da SMF, com seus respectivos mandatos:
- Jaime Oscar Silva Ungaretti
- Dilma Rousseff (janeiro de 1986 a 24 de setembro de 1988)
- Polibio Adolfo Braga (25 de setembro de 1988 a 31 de dezembro de 1988)
- João Acir Verle (de janeiro de 1989 a 31 de março de 1992)
- Arno Hugo Augustin Filho (de abril de 1992 a 10 de agosto de 1998)
- Odir Alberto Pinheiro Tonnollier (de 11 de agosto de 1998 a 31 de dezembro de 2000)
- José Eduardo Utzig (de janeiro de 2001 a 22 de maio de 2002)
- Ricardo de Almeida Collar (de 23 de maio de 2002 a 31 de dezembro de 2004)
- Cristiano Roberto Tatsch (de janeiro de 2005 a 18 de abril de 2010)
- Urbano Schmitt (de 19 de abril de 2010 até 25 de julho de 2011)
- Roberto Bertoncini (de 26 de julho de 2011 até 30 de julho de 2014)
- Jorge Luis Tonetto (de 31 de julho de 2014 até 10 de outubro de 2016)
- Eroni Izaias Numer (de 11 de outubro de 2016 até 31 de dezembro de 2016)
- Leonardo Maranhão Busatto (de 1 de janeiro de 2017 a 31 de março de 2020 e de 30 de novembro de 2020 até 31 de dezembro de 2020)
- Liziane dos Santos Baum (de 1 de abril de 2020 até 29 de novembro de 2020)
- Rodrigo Sartori Fantinel (de 1 de janeiro de 2021 até a presente data)